# 16 factores de personalidad
Los 16 factores de personalidad, medidos por el cuestionario 16PF, se obtuvieron mediante análisis factorial por el psicólogo Raymond Cattell en el año 2001.
Fue creado con el fin de evaluar la personalidad típica, no para diagnosticar trastornos ni para analizar una psicopatología.
Este cuestionario cuenta con 185 ítems, los cuales se responden a través de dos tipos de respuestas opuestas entre sí más una que corresponde a "no sé/no respondo".es preferible no dar estás como respuesta
El cuestionario de 16PF tiene una duración aproximada de entre 40 y 45 minutos y está recomendado para personas mayores de 16 años. Con baremos separados y juntos para hombres y mujeres.
Disponible en dos formatos de aplicación, de manera tradicional (papel y lápiz), donde el personal cualificado realizará la corrección de manera automática, y otro  on-line, en la cual los ítems se presentan directamente  en pantalla a la persona evaluada y su corrección se realiza también automáticamente.
Este cuestionario para el análisis de la personalidad consta de 16 factores principales y 5 factores situados en un segundo plano. Estos factores mencionados son bipolares, es decir, van de un extremo del rasgo al otro extremo, no hay puntuación intermedia.
Los 16 factores principales son:
- Afectividad (Poca afectividad vs Afectividad Alta); esta escala evalúa la orientación que     presenta la persona de forma general en situaciones de interacción social.     Puntuaciones bajas se relacionarían con perfiles distantes o díscolos,     mientras que puntuaciones elevadas indicarían funcionamientos     comunicativos y afectuosos
- Razonamiento (Inteligencia vs Inteligencia baja); esta puntuación refleja la habilidad     para abstraer relaciones entre diversos elementos o conceptos. En el     extremo inferior se situarían individuos con una baja capacidad de     razonamiento, en cambio el extremo superior reflejaría una elevada     potencia intelectual que muestra facilidad en la adquisición de nuevos     aprendizajes.
- Estabilidad (Fortaleza de Yo vs Debilidad de Yo); este concepto se define por la     capacidad que el individuo presenta para hacer frente y adaptarse a las     demandas del entorno, a las situaciones cotidianas que entrañan cierta     complejidad a nivel emocional. El polo positivo de la escala se vincula a     personalidades maduras, emocionalmente estables y tranquilas. En cuanto al  polo negativo, se corresponde con la facilidad para sentirse afectado por     los sentimientos, tendencia a la inseguridad y a presentar un ánimo voluble.
- Dominancia (Dominancia vs Sumisión); la dominancia se entiende como la     voluntad para ejercer control sobre los demás, así como la capacidad de     detección este fenómeno por parte de otras personas sobre tal individuo.     En el rango inferior se situarían personas sumisas o conformistas y que     presentar un significativo deseo por agradar a los demás, mientras que en     el rango superior estaría definido por sujetos firmes e independientes.
- Impulsividad (Impulsividad vs Inhibición); rasgo que expresa una persona en su comportamiento habitual. Una puntuación elevada en animación harían referencia a la tendencia a manifestar actitudes de entusiasmo, jovialidad o locuacidad. Por el contrario, puntuaciones bajas se vincularían con un estilo sobrio, serio y reflexivo.
- Conformidad grupal (Superego fuerte vs Superego débil)
- Atrevimiento (Atrevimiento vs Timidez); este constructo refleja la tendencia de sujeto a asumir riesgos y a la capacidad para sopesar las distintas alternativas antes de emitir una decisión determinada. Personas con puntuaciones altas tenderían a emitir comportamientos impulsivos, atrevidos y aventurados. Por contra, los individuos tímidos, precavidos o reprimidos obtendrían valores más bajos
- Sensibilidad (Sensibilidad vs Dureza); la sensibilidad se define por la     habilidad empática que muestra una persona y estaría representada en el     rango alto de puntuaciones por perfiles idealistas, abiertos y que buscan     la comprensión y el afecto ajeno. El rango bajo de valores indicaría     frialdad, escaso sentimentalismo y elevada desconfianza.
- Suspicacia (Confianza vs Desconfianza); esta escala mide el grado de confianza que otorga un individuo a las intencionalidades de los demás, determinando la naturaleza de las relaciones interpersonales que tal sujeto mantiene en su entorno. Perfiles altamente vigilantes se relacionan con estilos desconfiados, suspicaces y precavidos, mientras que las personas más tolerante, confiadas y conformistas se encontrarían delimitadas como escasamente vigilantes
- Imaginación (Pragmatismo vs Imaginación); este constructo evalúa el foco hacia     donde la persona centra su capacidad atencional. Los perfiles creativos,     imaginativos, poco convencionales e incluso extravagantes obtendrían     elevadas puntuaciones en esta escala. En el lado opuesto, un estilo     práctico y realista quedaría reflejado por valores cercanos a cero.
- Astucia (sutileza vs Ingenuidad)
- Culpabilidad (Conciencia vs Imperturbabilidad)
- Rebeldía (Radicalismo vs Conservadurismo); esta escala es una medida de la     intensidad que muestra la persona hacia la novedad y el bajo     convencionalismo. En el polo positivo se hallarían perfiles que se saben     separar las normas establecidas y se encuentra abierto a la vivencia de     nuevas experiencias. El polo negativo reflejaría un estilo actitudinal y     comportamental más conservador, mostrando cierta aversión al cambio.
- Autosuficiencia (Autosuficiencia vs Dependencia); esta característica se define por el grado de dependencia que muestra el sujeto respecto de oras personas. Los individuos que obtendrían mayores puntuaciones tienden a sentirse mejor sin compañía y no suelen necesitar o pedir la ayuda del otro. En el lado opuesto, las personalidades amantes de la compañía, socialmente más integrados y con tendencia a buscar el contacto o la aprobación ajenos puntuarían más bajo.
- Autocontrol (Autoestima vs Indiferencia); el perfeccionismo queda reflejado por     el nivel de orden, disciplina y capacidad de organización del individuo.     Elevadas puntuaciones se vinculan a sujetos perfeccionistas que emiten un     alto grado de control sobre sus actuaciones personales. Estilos más     flexibles, tolerantes con los errores o que muestran cierta indiferencia a     las normas sociales obtendrían valores inferiores en esta escala.
- Tensión (Tensión vs Tranquilidad); este concepto hace referencia a la presencia de activación nerviosa y preocupación que muestra el individuo de forma general. Los valores próximos a diez serían característicos de personas con un funcionamiento ansioso, nervioso e irritable, mientras que perfiles tranquilos, pacientes y serenos marcarían un bajo índice de tensión

Las cinco dimensiones son:
- Extroversión
- Ansiedad
- Dureza
- Independencia
- Autocontrol

Incluye además tres medidas para evaluar estilos de respuesta para controlar los sesgos en las respuestas: Manipulación de la imagen (MI), Infrecuencia (IN) y Aquiescencia (AQ)

## Utilidad Laboral
En la actualidad, en la Psicología laboral, el test 16 PF es una de las pruebas más usadas para descubrir los candidatos más idóneos para diferentes tipos de perfiles profesionales como vendedores, administrativos, puestos de mando, entre otros. Así también como el estudio de otros factores como el liderazgo.

## Utilidad Forense
Al igual que en el resto de psicologías, pretende estudiar, desde la detección de ciertos rasgos indicadores de trastornos psicológicos a través del perfil del sujeto, hasta la evaluación de la eficacia del tratamiento mediante cambios en las respuestas pre y post intervención, pasando por la individualización de determinados componentes terapéuticos en función de las características de personalidad del paciente
A continuación se muestra una tabla de esbozar este modelo. Los factores que se ordenan sobre la base de la cantidad de varianza que representan.

## 16 factores
A continuación, se incluye, a modo de ejemplo, el primero de los dieciséis factores:
| Descriptores de bajo rango                                                                                  | Factores primarios | Descriptores de alto rango                                                                          |
| --- | ------------------ | --------------------------------------------------------------------------------------------------- |
| Impersonal, distante, frío, reservado, despegado o individual, formal, distante                             | Calor (A)          | Cálido, extrovertido, atento a los demás, amable, fácil de llevar, participativo, le gusta la gente |
| Primary Factors and Descriptors in Cattell's 16 Personality Factor Model (Adapted From Conn & Rieke, 1994). |                    | |